# Кардеду
Кардеду (итал. Cardedu) је насеље у Италији у округу Нуоро, региону Сардинија.
Према процени из 2011. у насељу је живело 1319 становника. Насеље се налази на надморској висини од 35 м.

## Становништво
| 1936. | 1951. | 1961. | 1971. | 1981. | 1991. | 2001. | 2011. |
| ----- | ----- | ----- | ----- | ----- | ----- | ----- | ----- |
| 803   | 872   | 967   | 913   | 1.000 | 1.426 | 1.465 | 1.809 |